# 妖怪百物語の部屋
『妖怪百物語の部屋』（ようかいひゃくものがたりのへや）とは、1994年に米国東ワシントン大学の日本人留学生吉田斉亮によって作成された、「インターネット上で百物語が体験できる！」という投稿型の怪談ホームページ。　HP上の内容がプレイステーション用のゲームシナリオや書籍に採用されている。

## 概要
名前の由来は、大映の妖怪百物語にちなんでいる。元々米国のcet.comより始まり、作者が帰国後、3web▶Eo▶ロリポップ！（現在2018再開SSL対応中）で運営されている。
内容は、ほとんどがブラックジャックと名乗る作者(吉田斉亮）による恐怖体験談である。既に100話が終了しており、現在は妖怪百物語究極へと続く。投稿は世界各国から寄せられていた。かつては池田貴族氏の怪談ページとも相互リンクをしていた。内容は百物語の由来通り、投稿形式で怪談を更新してゆき、新規投稿された夜話の蝋燭が消えた画像になる。また、米国より発信されていたという事や、膨大なアクセス数（米国サイト閉鎖時10万3千5百76件）等で注目が集まり、Yahoo Japan　や、日経流通新聞の雑誌等に取り上げられる（各種メディアにおける紹介参照）。
これに目が止まり、当時ヴィジットよりリリースのプレイステーション用　ゲームソフト である大幽霊屋敷 〜浜村淳の実話怪談〜へ怪談や構想内容を提供。ゲーム内の全ての夜話は、妖怪百物語の部屋作者である吉田ナリアキラにより寄与されたストーリーであった。
その他、HP上の全19話が『恐怖のネット怪談』（角川書店）に掲載されている。
2001年には『ヤフージャパンプレス』（ソフトバンク出版）において妖怪情報に詳しくなれるサイトとして紹介されている。

## 各種メディアにおける紹介
- 『ヤフーインターネットガイド』1997年3月号、58ページ。
- 1997年12月4日～19日:元ロックバンド有頂天のボーカリストであるKERA、ケラリーノ・サンドロヴィッチが主宰していた劇団 健康の前身である、劇団　ナイロン100℃の公演、新宿　SPACE　ZERO　KERALINO SANDOROVICH　NYLON 100℃ 13TH　セッション　1997　クリスマスプレイフランケンシュタイン　バージョン100℃のパンフレットに　2ページ分紹介される。
- 吉田ナリアキラの『フランケンシュタイン論』を執筆、また、プロフィール及び『妖怪百物語の部屋』のURLが掲載される。
- 1998年8月1日発行　『あちゃら（ACARA）』　発行発売　リクルート　P64、P.65の「これが　ホントの避暑地だ！心霊スポット情報満載のサイト！」にて、『妖怪百物語の部屋』とURLが紹介。
- 1998年8月1日　日経ホーム出版発行『日経ゼロワン』　P122～　P133　怪談サイトで夏もひんやり特集で吉田ナリアキラプロフィールと作者の顔写真、妖怪百物語の部屋が紹介される。
- 1998年『浜村淳の実話怪談集　大幽霊屋敷』プレイステーション版インナー　ブックレット4ページ目に記載：聞き書き手大迫純一（小説家）の下に同じく、聞き書き手　吉田ナリアキラ　身長187ｃｍ　体重96ｋｇの会社員＆空手家ホームページ URL妖怪百物語の部屋が記載。ゲーム内本編でもスタッフロール、聞書:吉田斉亮として、冒頭のプロローグにて紹介。
- 後に再発売された、廉価版の浜村淳語りのみのCD版にも、『妖怪百物語の部屋』作者、吉田ナリアキラとして記載。
- 1999年7月28日発行　8月号『月刊タウン情報-クマモト特集　奇怪な異次元空間へようこそ霊界からのメッセージ』にて『妖怪百物語の部屋』とURLが紹介。
- 2001年6月8日 書籍『恐怖のネット怪談』　発売元角川書店　発行　百怪の会編　全204ページにて、第一部　14ページ～　73ページ迄全19話を提供＆掲載。妖怪百物語の部屋　究極と吉田ナリアキラについて掲載。
- （2001年）8月1日発行『ヤフージャパンプレス』　ソフトバンク出版　P.107において、妖怪情報に詳しくなれるサイトとして掲載。
- 他　ケーブルＴＶやローカルラジオ等で紹介の経歴有。